# Juan Francisco Costa
Juan Francisco Costa (* 18. Februar 1947 in Mercedes, Uruguay) ist ein uruguayischer Schriftsteller, Essayist, Kritiker und Dozent.

## Biographie
Costa, geboren im westuruguayischen Mercedes, seit 1991 jedoch in Montevideo lebend, absolvierte eine Ausbildung in Literatur am Instituto de Profesores Artigas (IPA), die er 1972 erfolgreich abschloss. Später war er an jenem Institut auch als Dozent und Bereichsleiter tätig, leitete Seminare des Uruguayischen Bildungs- und Kulturministeriums (MEC) und unterrichtete zudem im schulischen Bereich in der Sekundarstufe.
Im Rahmen seines schriftstellerischen Wirkens veröffentlichte er neben weiteren Publikationen unter anderem die drei Poesiewerke Antes de la luz, Claves sin historia und Versión de pájaros. Costa erhielt diverse Auszeichnungen für seine Arbeiten. Unter anderem gewann er 1975 gemeinsam mit Washington Lockhart für ihr 20 Jahre später durch die Academia Nacional de Letras veröffentlichtes Vida y obra de María Eugenia Vaz Ferreira den Ersten Preis beim Wettbewerb der UNESCO und des Uruguayischen Bildungs- und Kulturministeriums.

## Veröffentlichungen (Auszug)
- 1977: Los evangelios y el Sermón del Monte
- 1984: Calderon de la Barca
- 1985: Antes de la luz, Poesie
- 1988: Claves sin historia, Poesie
- 1991: Versión de pájaros, Poesie
- 1995: Vida y obra de María Eugenia Vaz Ferreira, in Co-Autorschaft mit Washington Lockhart
- Dos poetas del siglo XX: Pedro Salinas y Octavio Paz, in Co-Autorschaft mit Marisa Faggiani Domínguez
- Juana de Ibarbourou: valoración actual de su obra. El rostro y los espejos, in Co-Autorschaft mit Marisa Faggiani Domínguez, erschienen bei Editorial Linardi y Risso

## Auszeichnungen (Auszug)
- 1975: Erster Preis beim Wettbewerb der UNESCO und des Uruguayischen Bildungs- und Kulturministeriums für Vida y obra de María Eugenia Vaz Ferreira
- 1993: Erster Preis beim Wettbewerb der Nationalbibliothek und der peruanischen Botschaft zu Ehren César Vallejos für Una metafísica de la sensibilidad en la poesía de Vallejo
- 1996: Erwähnung des Uruguayischen Bildungs- und Kulturministeriums in der Sparte "unveröffentlichte Poesie" für El lugar de la presencia
- 2001: Erster Preis des Uruguayischen Bildungs- und Kulturministeriums für sein Essay Ariel, a cien años de su publicación
- 2009: Erster Preis beim Internationalen Wettbewerb der Academia Nacional de Letras und der Nationalbibliothek für Juana de Ibarbourou: valoración actual de su obra. El rostro y los espejos[1]